# Bologna Football Club 1924-1925
Questa voce raccoglie le informazioni riguardanti il Bologna Football Club nelle competizioni ufficiali della stagione 1924-1925.

## Stagione
Il Bologna nella stagione 1924-1925 è iscritto al girone B della Lega Nord del campionato di Prima Divisione. Ne fanno parte 13 squadre, che si affrontano in un girone all'italiana con partite di andata e ritorno. I felsinei si aggiudicano il raggruppamento con due punti di vantaggio su Pro Vercelli e Juventus, accedendo così alla finale di Lega Nord con la vincente del girone A, il Genoa.
Quella che avrebbe dovuto essere una semplice sfida in due partite di andata e ritorno si è rivelata invece una maratona di 5 gare (la terza delle quali non omologata) contrassegnate da grande equilibrio tra le forze in campo ma anche da grandi polemiche e diverbi tra le tifoserie. In particolare al termine del quarto incontro di spareggio si registrarono colpi di pistola ed un ferito, evento che indusse la Federazione a far disputare la quinta partita a porte chiuse, alle 7 del mattino a Milano.
Vincendo l'ultimo decisivo confronto il Bologna ha avuto accesso alla finale nazionale, una doppia sfida da giocare contro l'Alba Roma, che in semifinale aveva superato l'Anconitana, avendone ragione in entrambi i confronti, (4-0) a Bologna e (0-2) a Roma, aggiudicandosi così il primo scudetto tricolore della sua storia. Due i cannonieri rossoblù sugli scudi, il miglior realizzatore della stupenda stagione rossoblù è stato Giuseppe Della Valle che ha firmato 17 reti, delle quali 13 in campionato e 4 nelle finali, ma altrettanto notevole l'apporto di Angelo Schiavio con 16 reti, delle quali 13 reti in campionato e 3 nelle finali.

## Divise
| Casa | Trasferta | Terza divisa | Portiere |

## Rosa
| N. |                   | Ruolo | Calciatore           |
| -- | ----------------- | ----- | -------------------- |
|    | Italia (bandiera) | P     | Mario Gianni         |
|    | Italia (bandiera) | P     | Luigi Gelati         |
|    | Italia (bandiera) | D     | Giovanni Borgato     |
|    | Italia (bandiera) | D     | Felice Gasperi       |
|    | Italia (bandiera) | D     | Gastone Baldi        |
|    | Italia (bandiera) | D     | Giuseppe Martelli    |
|    | Italia (bandiera) | C     | Giuseppe Della Valle |
|    | Italia (bandiera) | C     | Bernardo Perin       |
|    | Italia (bandiera) | C     | Pietro Genovesi      |

| N. |                   | Ruolo | Calciatore         |
| -- | ----------------- | ----- | ------------------ |
|    | Italia (bandiera) | C     | Gino Spadoni       |
|    | Italia (bandiera) | C     | Giuseppe Rubini    |
|    | Italia (bandiera) | C     | Alberto Giordani   |
|    | Italia (bandiera) | C     | Paulo Innocenti    |
|    | Italia (bandiera) | A     | Luigi Modoni       |
|    | Italia (bandiera) | A     | Giuseppe Muzzioli  |
|    | Italia (bandiera) | A     | Alberto Pozzi      |
|    | Italia (bandiera) | A     | Angelo Schiavio () |

## Risultati

### Campionato di Prima Divisione

#### Lega Nord girone B

##### Girone di andata
| Arbitro: | Gasparini (Dolo) |

|                                             |           |  |
| Pozzi 23’ Della Valle 35’, 44’ Martelli 39’ | Marcatori |  |

| Arbitro: | A.Gama (Milano) |

|  |           |              |
|  | Marcatori | 32’ Schiavio |

| Arbitro: | Livraghi (Milano) |

|                                     |           |            |
| Schiavio 14’ Pozzi 58’ Muzzioli 80’ | Marcatori | 72’ Povero |

| 26 ottobre 1924 4ª giornata |  | – Turno di riposo Bologna |  |  |

| Arbitro: | Gera (Torino) |

|                              |           |                    |
| Della Valle 66’ Muzzioli 75’ | Marcatori | 32’ (aut.) Gasperi |

| Arbitro: | Barnabò (Milano) |

|                        |           |              |
| Pastore 1’ Rosetta 86’ | Marcatori | 85’ Genovesi |

| Arbitro: | Gera (Torino) |

|                                        |           |                 |
| Savelli 10’ Ostromann 29’ Cevenini 44’ | Marcatori | 51’ Della Valle |

| Arbitro: | Ferro (Milano) |

|                                                                         |           |  |
| E. Barbieri 11’ (aut.) Della Valle 60’ Pozzi 67’ Muzzioli 71’ Perin 81’ | Marcatori |  |

| Arbitro: | Bortoletti (Venezia) |

|                                     |           |                       |
| Genovesi 62’ Perin 65’ Muzzioli 44’ | Marcatori | 74’ (rig.) Baloncieri |

| Arbitro: | Mauro (Milano) |

|                                            |           |                              |
| Zanninovich 22’ F. Busini 47’ G. Monti 76’ | Marcatori | 30’ Della Valle 54’ Genovesi |

| Arbitro: | Dani (Genova) |

|                             |           |  |
| Pozzi 59’ Martelli 83’, 88’ | Marcatori |  |

| Arbitro: | A.Gama (Milano) |

|                   |           |                                                    |
| Bellolio 14’, 46’ | Marcatori | 6’ Della Valle 18’ Muzzioli 21’ Schiavio 85’ Baldi |

| Arbitro: | Sanguineti (Genova) |

|              |           |                        |
| Reynaudi 10’ | Marcatori | 39’ Martelli 69’ Pozzi |

##### Girone di ritorno
| Sampierdarena 1º febbraio 1925 14ª giornata | Sampierdarenese   | 0 – 0 | Bologna | Stadio di Villa Scassi\| Arbitro: \| Enrietti (Torino) \| |
| Arbitro:                                    | Enrietti (Torino) |       |         |                                                           |

| Arbitro: | Grossi (Milano) |

|                                                  |           |  |
| Schiavio 13’, 48’, 74’ Della Valle 16’ Perin 66’ | Marcatori |  |

| Arbitro: | Pinasco (Sestri Ponente) |

|  |           |                                             |
|  | Marcatori | 23’ Della Valle 53’, 76’ Schiavio 84’ Perin |

| 22 febbraio 1925 17ª giornata |  | – Turno di riposo Bologna |  |  |

| Arbitro: | Vagge (Genova) |

|                               |           |                |
| G. Innocenti 15’ Magnozzi 33’ | Marcatori | 56’, 62’ Perin |

| Arbitro: | Mauro (Milano) |

|                        |           |              |
| Pozzi 51’ Martelli 86’ | Marcatori | 55’ Munerati |

| Arbitro: | Dani (Genova) |

|                     |           |  |
| Della Valle 1’, 86’ | Marcatori |  |

| Verona 5 aprile 1925 21ª giornata | Mantova              | 0 – 0 | Bologna | Campo di Borgo Venezia\| Arbitro: \| Bortoletti (Venezia) \| |
| Arbitro:                          | Bortoletti (Venezia) |       |         |                                                              |

| Arbitro: | Livraghi (Milano) |

|                |           |  |
| Baloncieri 35’ | Marcatori |  |

| Arbitro: | Trezzi (Milano) |

|                                   |           |  |
| Schiavio 30’, 65’ Della Valle 88’ | Marcatori |  |

| Arbitro: | Livraghi (Milano) |

|                                                |           |  |
| Zanello 10’ Ardissone 57’ Piccaluga 80’ (rig.) | Marcatori |  |

| Arbitro: | Bonello (Venezia) |

|                                        |           |            |
| Schiavio 28’, 39’, 44’ Della Valle 33’ | Marcatori | 42’ Crotti |

| Bologna 10 maggio 1925 26ª giornata | Bologna            | 0 – 0 | Novara | Stadio Sterlino\| Arbitro: \| Salvagno (Venezia) \| |
| Arbitro:                            | Salvagno (Venezia) |       |        |                                                     |

#### Finali della Lega Nord
| Arbitro: | A. Gama (Milano) |

|              |           |                       |
| Schiavio 89’ | Marcatori | 57’ Alberti 86’ Catto |

| Arbitro: | A. Gama (Milano) |

|                |           |                              |
| Santamaria 73’ | Marcatori | 34’ Muzzioli 83’ Della Valle |

| Arbitro: | Mauro (Milano) |

|                       |           |                        |
| Catto 12’ Alberti 42’ | Marcatori | 61’ Muzzioli 82’ Pozzi |

| Arbitro: | A. Gama (Milano) |

|           |           |              |
| Catto 25’ | Marcatori | 11’ Schiavio |

| Arbitro: | A. Gama (Milano) |

|                     |           |  |
| Pozzi 28’ Perin 89’ | Marcatori |  |

#### Finale di campionato
| Arbitro: | Rangone (Alessandria) |

|                                             |           |  |
| Della Valle 24’, 61’ Schiavio 77’ Perin 89’ | Marcatori |  |

| Arbitro: | Pinasco (Sestri Ponente) |

|  |           |                           |
|  | Marcatori | 24’ Della Valle 80’ Perin |

## Statistiche

### Statistiche di squadra
| Competizione                           | Punti | In casa | In casa | In casa | In casa | In casa | In casa | In trasferta | In trasferta | In trasferta | In trasferta | In trasferta | In trasferta | Totale | Totale | Totale | Totale | Totale | Totale | DR  |
| Competizione                           | Punti | G       | V       | N       | P       | Gf      | Gs      | G            | V            | N            | P            | Gf           | Gs           | G      | V      | N      | P      | Gf     | Gs     | DR  |
| -------------------------------------- | ----- | ------- | ------- | ------- | ------- | ------- | ------- | ------------ | ------------ | ------------ | ------------ | ------------ | ------------ | ------ | ------ | ------ | ------ | ------ | ------ | --- |
| Prima Divisione (Girone B - Lega Nord) | 34    | 12      | 11      | 1       | 0       | 36      | 5       | 12           | 4            | 3            | 5            | 17           | 17           | 24     | 15     | 4      | 5      | 53     | 22     | +31 |
| Prima Divisione (Finali Lega Nord)     |       | 1       | 0       | 0       | 1       | 1       | 2       | 1            | 1            | 0            | 0            | 2            | 1            | 4      | 2      | 1      | 1      | 6      | 4      | +2  |
| Prima Divisione (Finale)               |       | 1       | 1       | 0       | 0       | 4       | 0       | 1            | 1            | 0            | 0            | 2            | 0            | 2      | 2      | 0      | 0      | 6      | 0      | +6  |
| Totale                                 |       | 14      | 12      | 1       | 1       | 41      | 7       | 14           | 6            | 3            | 5            | 21           | 18           | 30     | 19     | 5      | 6      | 65     | 26     | +39 |

### Statistiche dei giocatori
Si aggiunga una autorete a favore.
| Giocatore      | Prima Divisione | Prima Divisione | Finali di Prima Divisione | Finali di Prima Divisione | Totale   | Totale |
| Giocatore      | Presenze        | Reti            | Presenze                  | Reti                      | Presenze | Reti   |
| -------------- | --------------- | --------------- | ------------------------- | ------------------------- | -------- | ------ |
| M. Gianni      | 21              | -21             | 7                         | -6                        | 28       | -27    |
| L. Gelati      | 3               | -1              | -                         | -                         | 3        | -1     |
| G. Borgato     | 23              | 0               | 6                         | 0                         | 29       | 0      |
| F. Gasperi     | 12              | 0 (1)           | 7                         | 0                         | 19       | 0      |
| G. Baldi       | 22              | 1               | 7                         | 0                         | 29       | 1      |
| G. Martelli    | 20              | 5               | 3                         | 0                         | 23       | 5      |
| G. Della Valle | 24              | 13              | 7                         | 4                         | 31       | 17     |
| B. Perin       | 18              | 5               | 7                         | 2                         | 25       | 7      |
| P. Genovesi    | 21              | 3               | 4                         | 0                         | 25       | 3      |
| G. Spadoni     | 10              | 0               | -                         | -                         | 10       | 0      |
| G. Rubini      | 3               | 0               | 1                         | 1                         | 4        | 1      |
| A. Giordani    | 17              | 0               | 5                         | 0                         | 22       | 0      |
| P. Innocenti   | 11              | 0               | 2                         | 0                         | 13       | 0      |
| L. Modoni      | 2               | 0               | 1                         | 0                         | 3        | 0      |
| G. Muzzioli    | 15              | 5               | 6                         | 2                         | 21       | 7      |
| A. Pozzi       | 22              | 7               | 7                         | 2                         | 29       | 9      |
| A. Schiavio    | 20              | 13              | 7                         | 3                         | 27       | 16     |